# Luis Florido
Luis Germán Florido Barreto (Barquisimeto, estado Lara, 18 de septiembre de 1966) es un licenciado en administración y político venezolano. Miembro fundador del partido Voluntad Popular, y exdiputado a la Asamblea Nacional por el estado Lara. Fue presidente de la Comisión de Política Exterior de la AN (2016-2018).

## Carrera
Florido es licenciado en administración con una maestría en gerencia. Fue candidato a coordinador nacional de Voluntad Popular en las elecciones de 2011, donde resultó elegido Leopoldo López.
En las elecciones parlamentarias de 2015 Florido fue elegido como diputado a la Asamblea Nacional por el circuito 1 del estado Lara, y el 24 de febrero de 2016 fue designado como diputado al Parlamento Latinoamericano. Luis Florido fue presidente de la Comisión Permanente de Política Exterior, Soberanía e Integración de 2016. En julio de 2016, durante la etapa de convocatoria del referéndum revocatorio se inicia las conversaciones para comenzar un diálogo entre gobierno y oposición, informó Luis Florido tras una reunión con los expresidentes José Luis Rodríguez Zapatero (España), Martín Torrijos (Panamá) y un vocero de la Unión de Naciones Suramericanas, Unasur. El gobierno suspende el diálogo después de la sentencia en Nueva York el 18 de noviembre, de los dos sobrinos  que fueron encontrados culpables.
En agosto de 2017 se postuló como precandidato a la gobernación de Lara en las elecciones regionales, estado en el que resultó elegida la candidata del Partido Socialista Unido de Venezuela (PSUV) Carmen Meléndez.
El 13 de febrero de 2018 la canciller peruana Cayetana Aljovín anunció que su gobierno retiraba la invitación al presidente Nicolás Maduro a la VIII Cumbre de las Américas, una decisión respaldada por los 12 países del Grupo de Lima, Estados Unidos y el secretario general de la Organización de Estados Americanos (OEA), Luis Almagro. Al no tener representación oficial del gobierno nacional, Venezuela fue representada por dirigentes opositores como Luis Florido, María Corina Machado, Julio Borges, Lilian Tintori y asociaciones civiles de venezolanos a los cuales se les permitió debatir en representación de Venezuela. Durante la cumbre, Florido se reunión con el senador estadounidense Marco Rubio, con el subsecretario en funciones del Departamento de Estado, Francisco Palmieri, y con el canciller de Chile, Roberto Ampuero.
A mediados de 2018 cuando fue sustituido por Francisco Sucre, además es presidente de FC IMPORT, C.A. El 20 de septiembre de 2018 renunció al partido Voluntad Popular.
El 19 de octubre de 2018 el gobierno de España decidió concederle la nacionalidad española por carta de naturaleza aduciendo a sus vínculos familiares con España. El 26 de octubre de 2018, el Presidente del Gobierno de España, Pedro Sánchez, en reunión con el Consejo de Ministros, le concede la nacionalidad española.
En mayo de 2019, anunció que se había refugiado en la vecina Colombia para escapar de la represión que siguió al fallido levantamiento contra Nicolás Maduro. El 9 de diciembre de 2019 anuncia su incorporación al partido socialdemócrata Un Nuevo Tiempo. En septiembre de 2020 tras un tiempo en el exilio vuelve a Venezuela por un indulto otorgado por el gobierno con “La intención de profundizar el proceso de reconciliación nacional de cara al próximo proceso electoral” del 6 de diciembre de 2020. En 2021 se postuló como candidato a gobernador de Lara en las elecciones regionales por Un Nuevo Tiempo y apoyado por la Plataforma Unitaria obteniendo solo 41 898 votos, representando un 7,47% total.